# Slavische Rundschau
«Slavische Rundschau» — німецький славістичний часопис, що виходив у Празі у 1929—1940 рр. (17 тт.) за редакцією Ґ. Ґеземанна, Ф. Спіни та ін.
Містив огляди літературно-культурне життя та наукових видань усіх слов'янських народів.
3-поміж українців у ньому співпрацювали: Л. Булаховський, П.Бузук, Й. Гермайзе, А. Полоцький, К. Копержинський, К. Квітка, М. Петровський, Д.Чижевський, Д. Дорошенко, М. Рудницький, Л. Луців та ін.